# Смолківська сільська рада
Смолківська сільська рада (Цмолківська сільська рада) — колишня адміністративно-територіальна одиниця та орган місцевого самоврядування у Новоград-Волинському районі й Новоград-Волинській міській раді Волинської округи, Київської та Житомирської областей Української РСР з адміністративним центром у селі Смолка.

## Населені пункти
Сільській раді на час ліквідації були підпорядковані населені пункти:
- с. Смолка.

## Історія та адміністративний устрій
Створена 27 жовтня 1926 року, в складі хуторів Плетянка та Смолка Суслівської сільської ради Новоград-Волинського району Волинської округи. 1 червня 1935 року, відповідно до постанови Президії ЦВК Української СРР «Про порядок організації органів радянської влади в новоутворених округах», сільську раду передано до складу Новоград-Волинської міської ради Київської області. На 1 жовтня 1941 року у підпорядкуванні числився х. Водостій, х. Плетянка не значився на обліку населених пунктів.
Станом на 1 вересня 1946 року сільська рада входила до складу Новоград-Волинської міської ради Житомирської області, на обліку в раді перебувало с. Смолка, х. Водостій не перебував на обліку населених пунктів.
Ліквідована 11 серпня 1954 року, відповідно до указу Президії Верховної Ради Української РСР «Про укрупнення сільських рад по Житомирській області», територію ради та с. Смолка приєднано до складу Суслівської сільської ради Новоград-Волинської міської ради Житомирської області.